# Upleward
Upleward (Plattdeutsch Plewert) ist eine kleine Ortschaft an der Westküste Ostfrieslands, zehn Kilometer nordwestlich von Emden, an der Nordsee.

## Geografie
Upleward gehört zur Gemeinde Krummhörn in Niedersachsen. Die Küstengebiete sind hier durch Deiche gesichert, die in den letzten Jahren durch aufwendige Baumaßnahmen erhöht wurden.
Der Kern des mindestens seit Mitte des 7. Jahrhunderts existenten Warfendorfes Upleward besteht überwiegend aus kleinen, urigen Einfamilienhäusern und großen Bauernhöfen, welche um die gotische Kirche aus den Jahren um 1300 gruppiert sind.

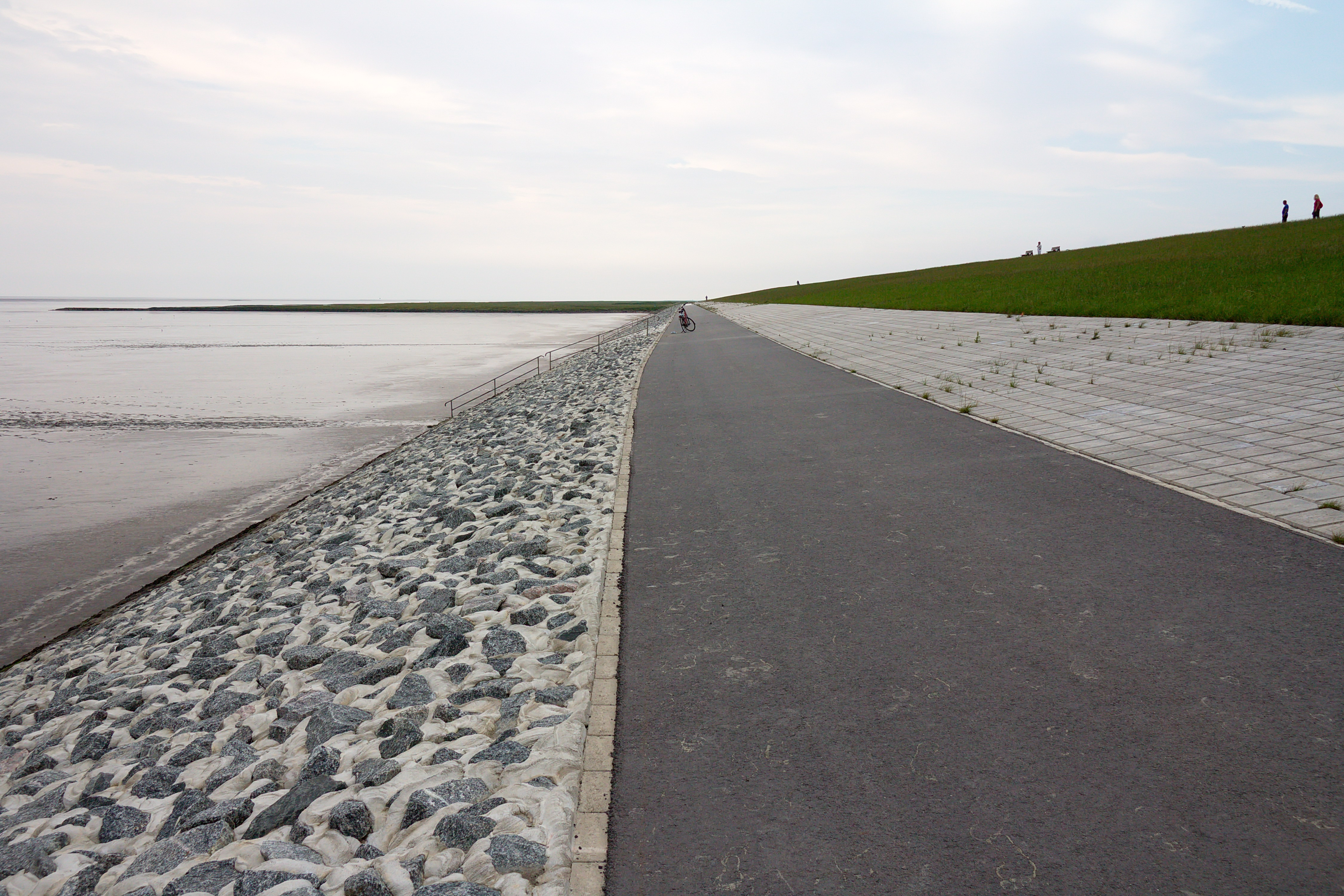
Deich vor Upleward
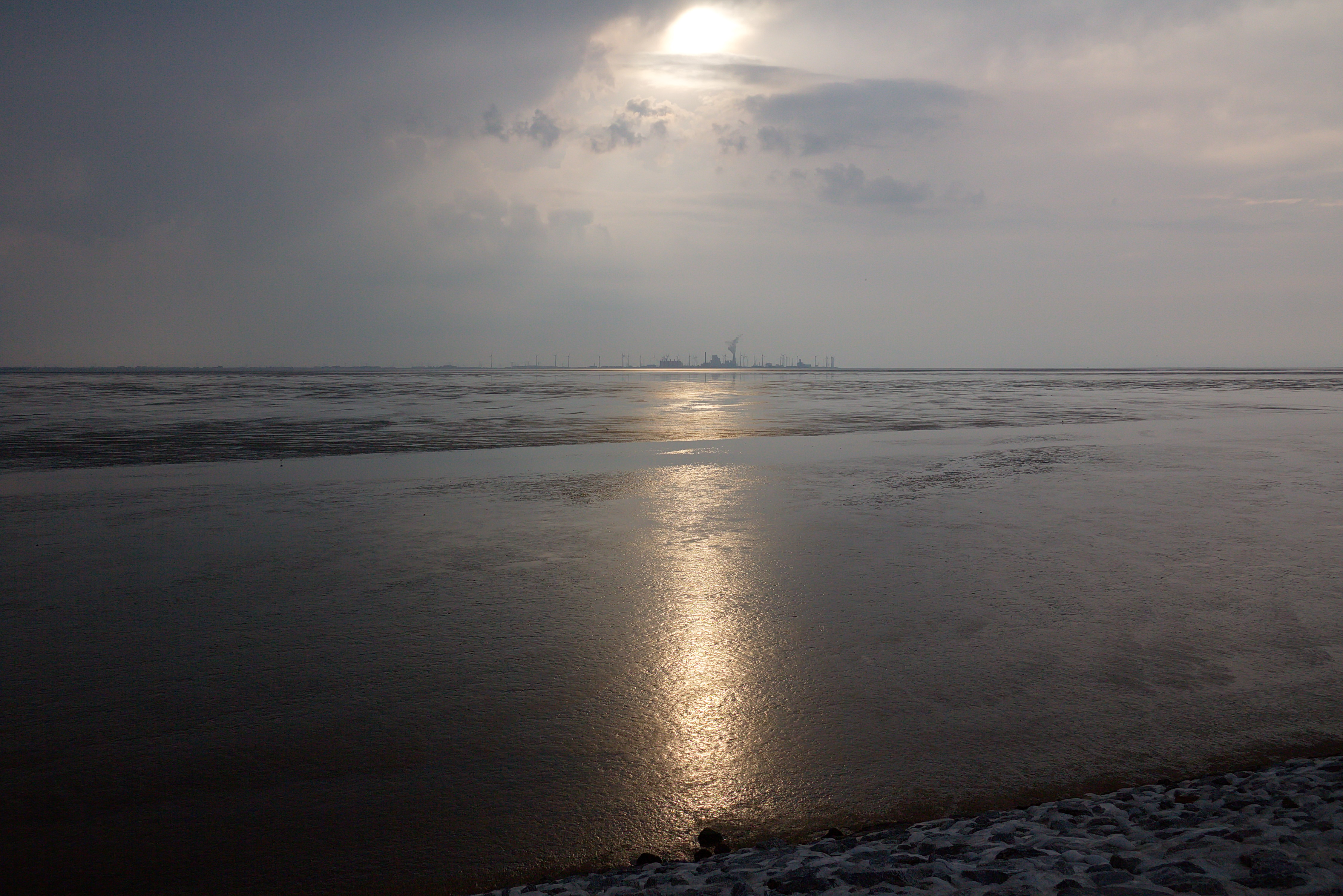
Emsmündung vor Upleward
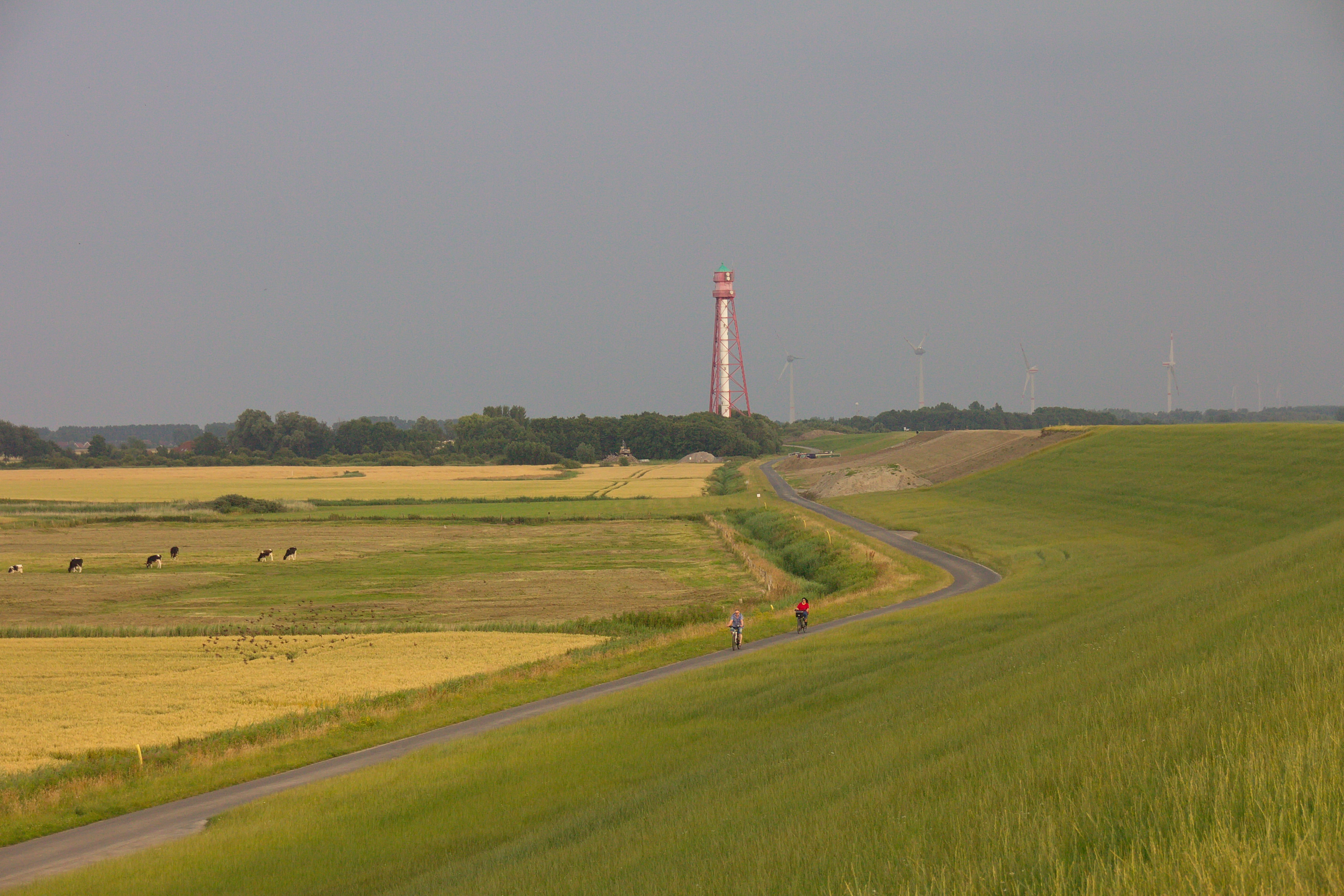
Blick vom Deich auf Campener Leuchtturm
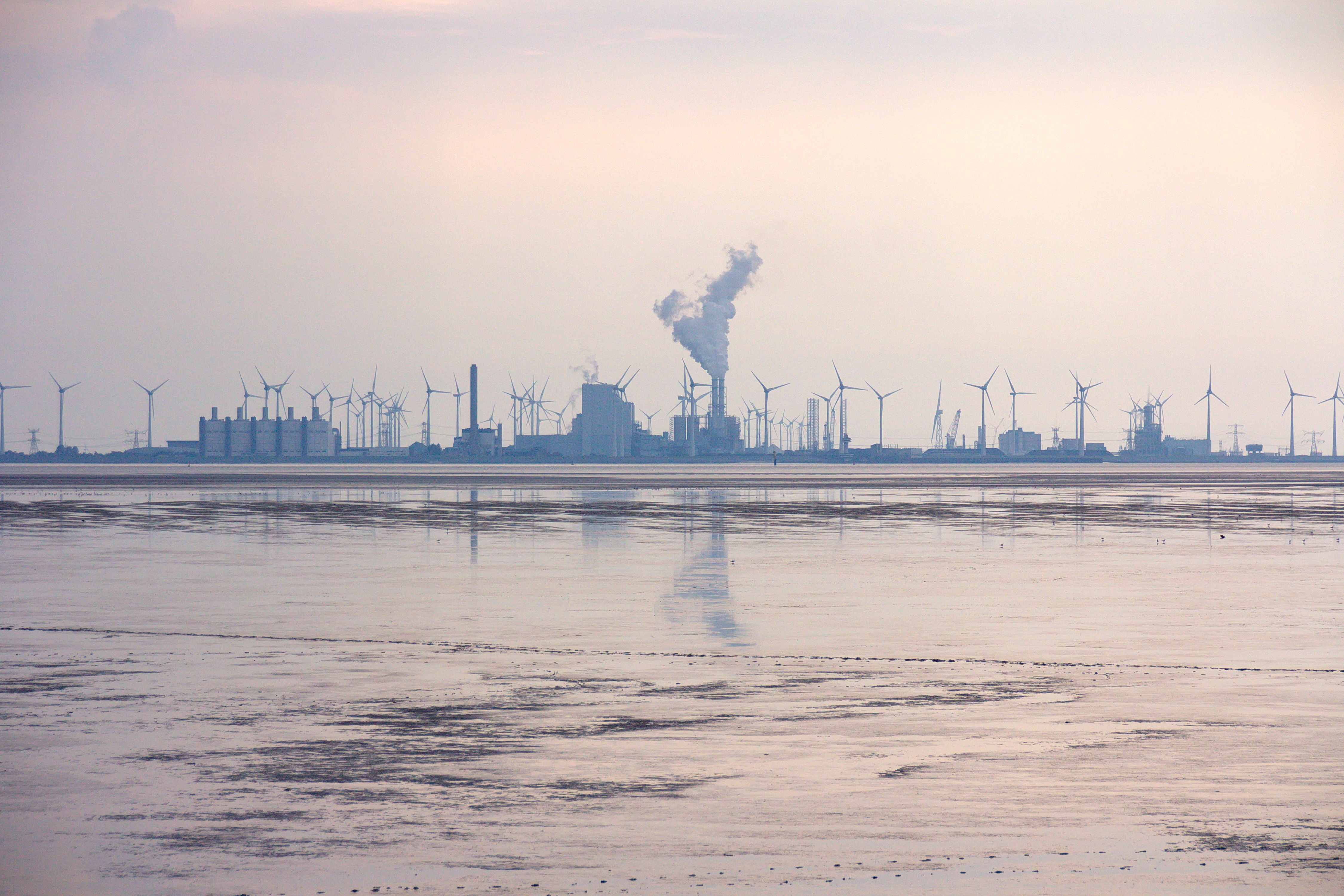
Blick über die Emsmündung auf die niederländische Küste

## Geschichte

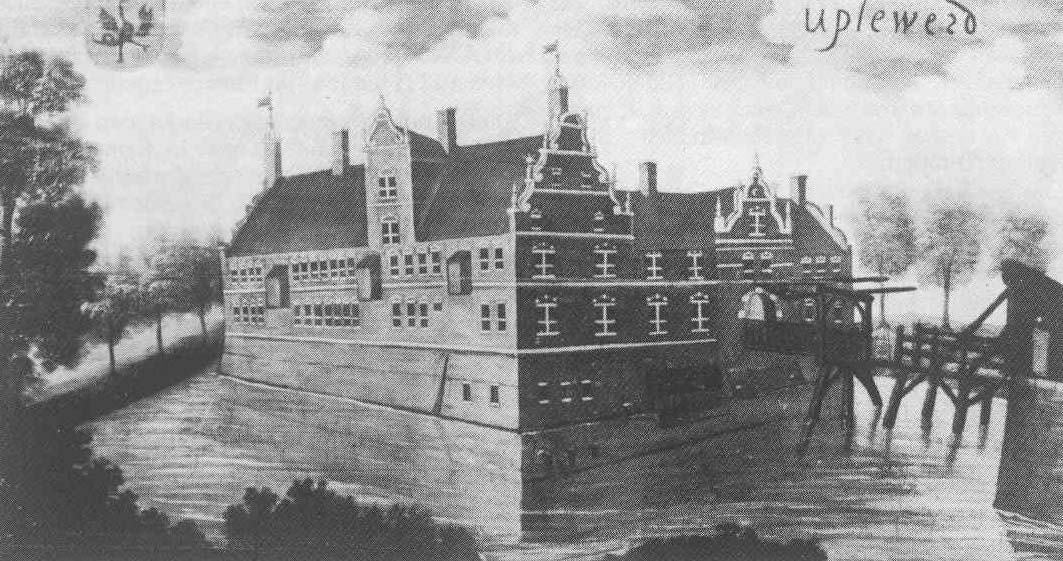
Burg Upleward um 1600

Die im Mittelalter errichtete Burg Upleward war eine Wasserburg im Nordosten des Dorfes. Sie wurde 1409 erstmals erwähnt und ging vermutlich auf das lokale Häuptlingsgeschlecht der Edelinge zurück. Im Jahr 1782 folgte der Abriss.
1744 fiel Upleward wie ganz Ostfriesland an Preußen. Die preußischen Beamten erstellten 1756 eine statistische Gewerbeübersicht für Ostfriesland. In jenem Jahr gab es in Upleward 13 Kaufleute und Handwerker, womit der Ort nach der Zahl hinter anderen Orten der Krummhörn zurückblieb. Darunter fanden sich drei Leineweber, zwei Schuster und jeweils ein Böttcher, Bäcker, Schneider, Schmied, Zimmermann und Barbier. Die beiden Kaufleute handelten mit Kleinigkeiten von Salz, Tabak und Seife.
Jahrhundertelang waren die natürlichen Tiefs und die Entwässerungskanäle, die die Krummhörn in einem dichten Netz durchziehen, der wichtigste Verkehrsträger. Über Gräben und Kanäle waren nicht nur die Dörfer, sondern auch viele Hofstellen mit der Stadt Emden und dem Hafenort Greetsiel verbunden. Besonders der Bootsverkehr mit Emden war von Bedeutung. Dorfschiffer übernahmen die Versorgung der Orte mit Gütern aus der Stadt und lieferten in der Gegenrichtung landwirtschaftliche Produkte: „Vom Sielhafenort transportierten kleinere Schiffe, sog. Loogschiffe, die umgeschlagene Fracht ins Binnenland und versorgten die Marschdörfer (loog = Dorf). Bis ins 20. Jahrhundert belebten die Loogschiffe aus der Krummhörn die Kanäle der Stadt Emden.“
Torf, der zumeist in den ostfriesischen Fehnen gewonnen wurde, spielte über Jahrhunderte eine wichtige Rolle als Heizmaterial für die Bewohner der Krummhörn. Die Torfschiffe brachten das Material auf dem ostfriesischen Kanalnetz bis in die Dörfer der Krummhörn, darunter auch nach Upleward. Auf ihrer Rückfahrt in die Fehnsiedlungen nahmen die Torfschiffer oftmals Kleiboden aus der Marsch sowie den Dung des Viehs mit, mit dem sie zu Hause ihre abgetorften Flächen düngten.
Auf die Bedeutung des Anbaus von Erbsen weist noch der Name des Hofes Erbsenbinderei hin.
Im April 1919 kam es zu sogenannten „Speckumzügen“ Emder Arbeiter, an die sich Landarbeiterunruhen anschlossen. Zusammen mit dem Rheiderland war der Landkreis Emden der am stärksten von diesen Unruhen betroffene Teil Ostfrieslands. Arbeiter brachen in geschlossenen Zügen in die umliegenden Dörfer auf und stahlen Nahrungsmittel bei Bauern, wobei es zu Zusammenstößen kam. Die Lage beruhigte sich erst nach der Entsendung von in der Region stationierten Truppen der Reichswehr. Als Reaktion darauf bildeten sich in fast allen Ortschaften in der Emder Umgebung Einwohnerwehren. Die Einwohnerwehr Uplewards umfasste 64 Personen. Diese verfügten über 20 Waffen. Aufgelöst wurden die Einwohnerwehren erst nach einem entsprechenden Erlass des preußischen Innenministers Carl Severing am 10. April 1920.
Am 1. Juli 1972 wurde Upleward in die neue Gemeinde Krummhörn eingegliedert.

### Uplewarder Schmiede
Eine bedeutende Einrichtung in Upleward war die Schmiede. Um die Jahrhundertwende wurde das Haus mit den Gesellen zu klein. Der Zimmermeister und Bauunternehmer Johann Abrahams Herlyn  (1878–1943) baute 1935 ein neues Wohnhaus, ohne die alte Schmiede zu verändern. Am Wohnhaus waren ursprünglich Ställe für Schweine, Schafe und Hühner angebaut, die 1954 aber zusammengefasst und verkleinert als neues Gebäude an den östlichen Teil des Wohnhauses angebaut wurden. Nach 1950 wurde aus der Schmiede eine Fahrradhandlung und -reparaturwerkstatt. 1994 kauften sieben Teilhaber die Schmiede, um sie vor Veränderungen zu bewahren und ließen sie unter Denkmalschutz stellen. 2008 wurde die Schmiede mit entsprechenden Auflagen verkauft. Auch das Wohngebäude von 1935 steht unter Denkmalschutz erfasst und darf baulich nicht verändert werden. Die Schmiede ist jedes Jahr am Tag des offenen Denkmals zu besichtigen.

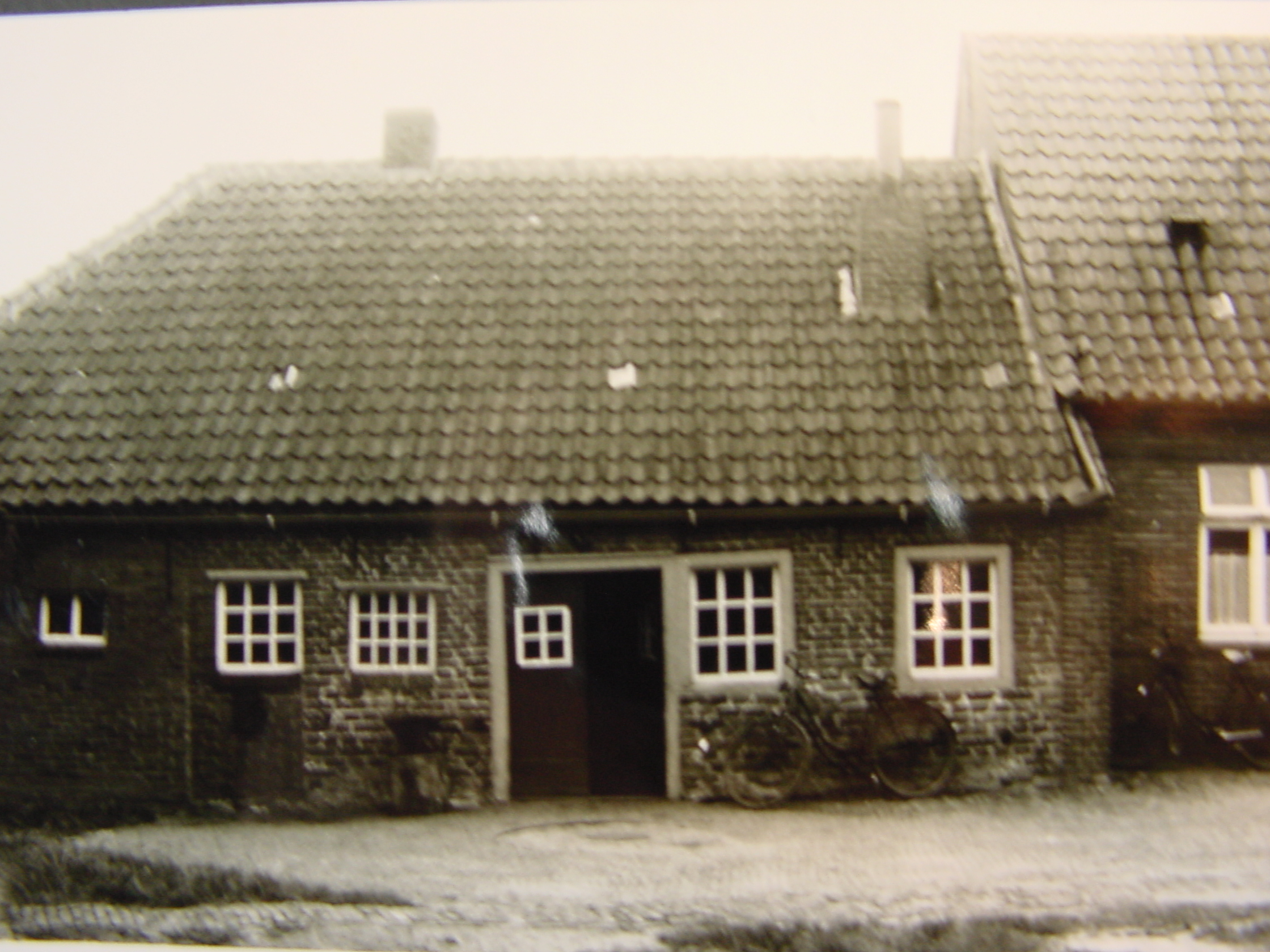
Uplewarder Schmiede um 1963
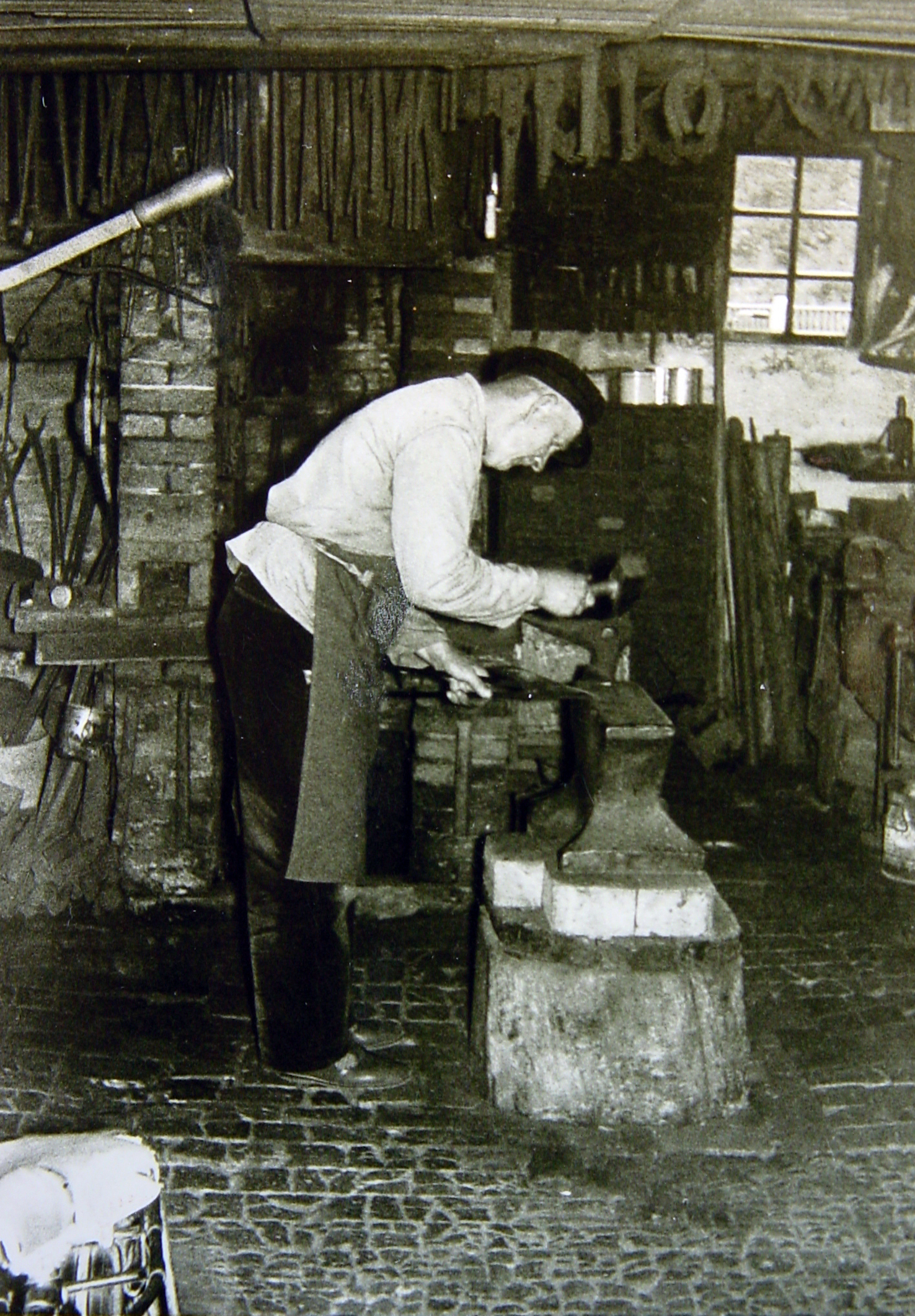
Der Hufschmied Johann Göken in der Schmiede
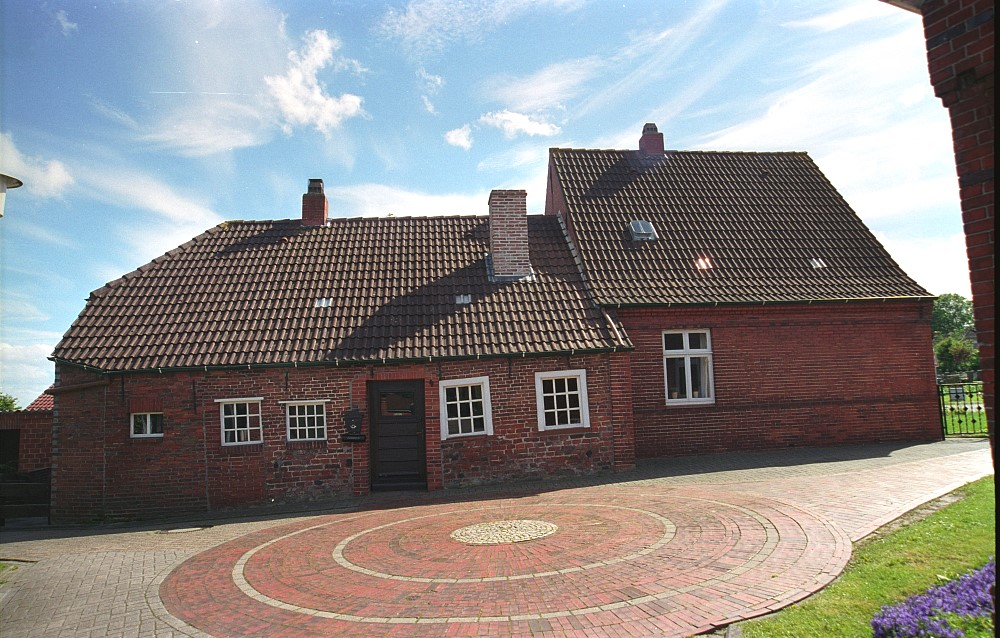
Schmiede im Jahr 2001

## Kultur und Sehenswürdigkeiten

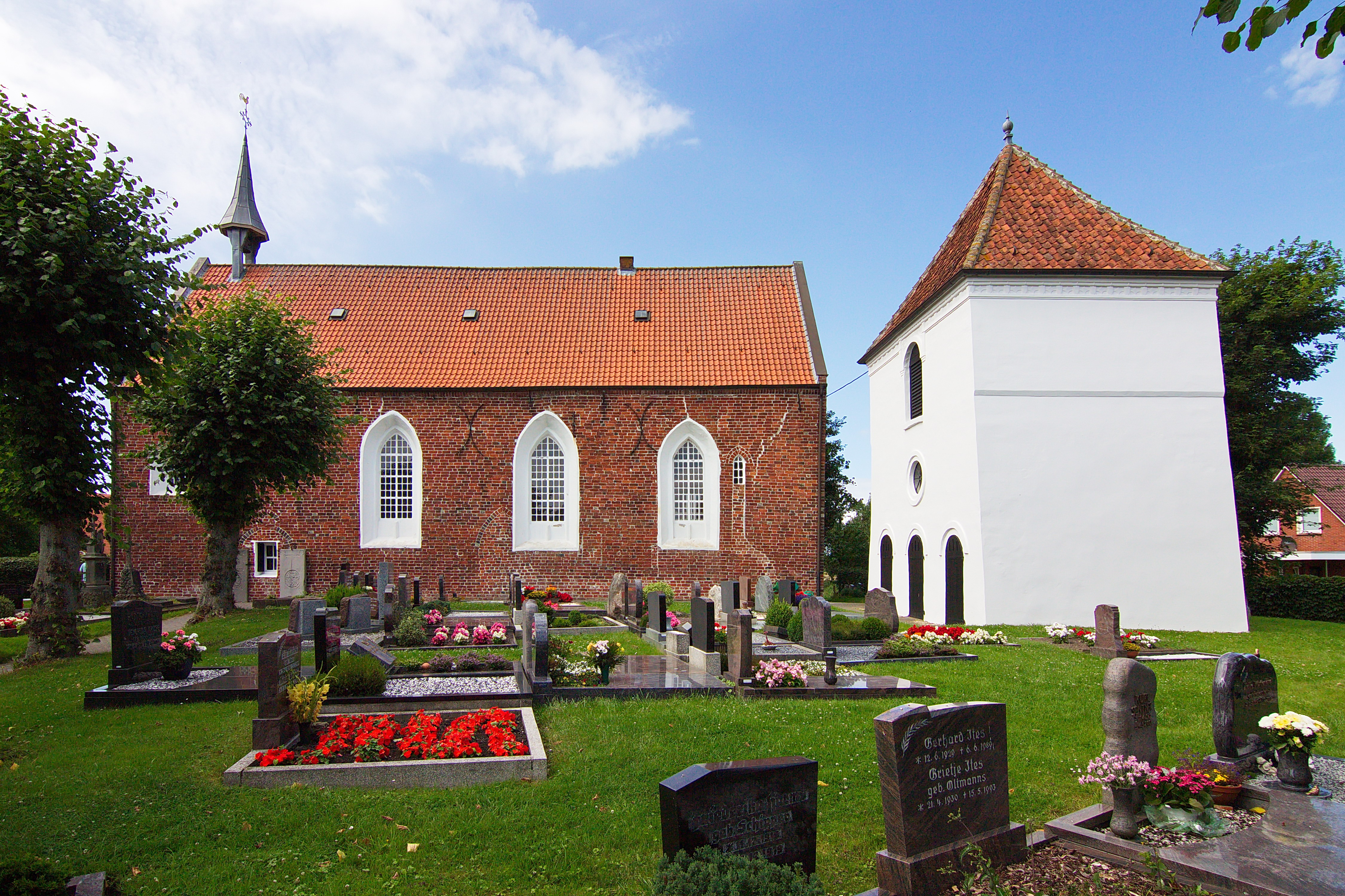
Kirche Upleward

### Bauwerke
In der Mitte des Ortes steht die im 14. Jahrhundert erbaute Uplewarder Kirche.

### Grünflächen und Naherholung
Schmiedekunstzäune und Gefallenendenkmal
Eine vor Ort umstrittene Besonderheit sind die vom kanadischen Künstler Giuseppe Lund gestalteten Kunstschmiedezäune, die den Zugang zu dem auf einer künstlichen Insel befindliche Gefallenendenkmal schmücken, jedoch auch an vielen weiteren Stellen des Ortes zu finden sind.
Trockenstrand
Bei dem Trockenstrand handelt es sich um einen künstlich angelegten Strand auf der wasserabgelegenen Seite des Deiches, direkt neben dem Campingplatz. Die Größe entspricht knapp einem Fußballfeld und ist durch Bewuchs gegliedert. Beim Campingplatz nehmen Wattwanderungen ihren Ausgang, die in der näheren Umgebung angeboten werden.

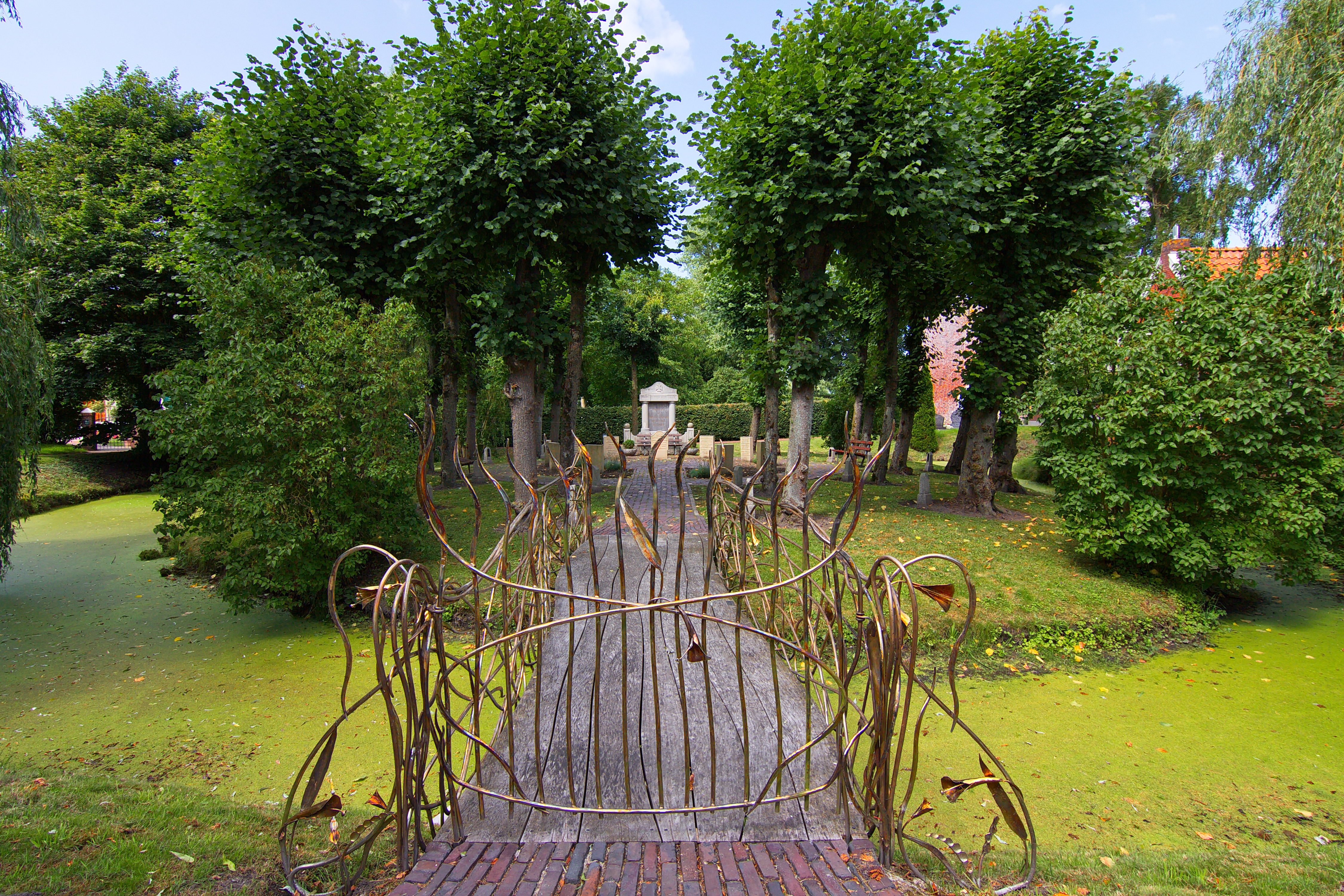
Kunstschmiedearbeit in Upleward
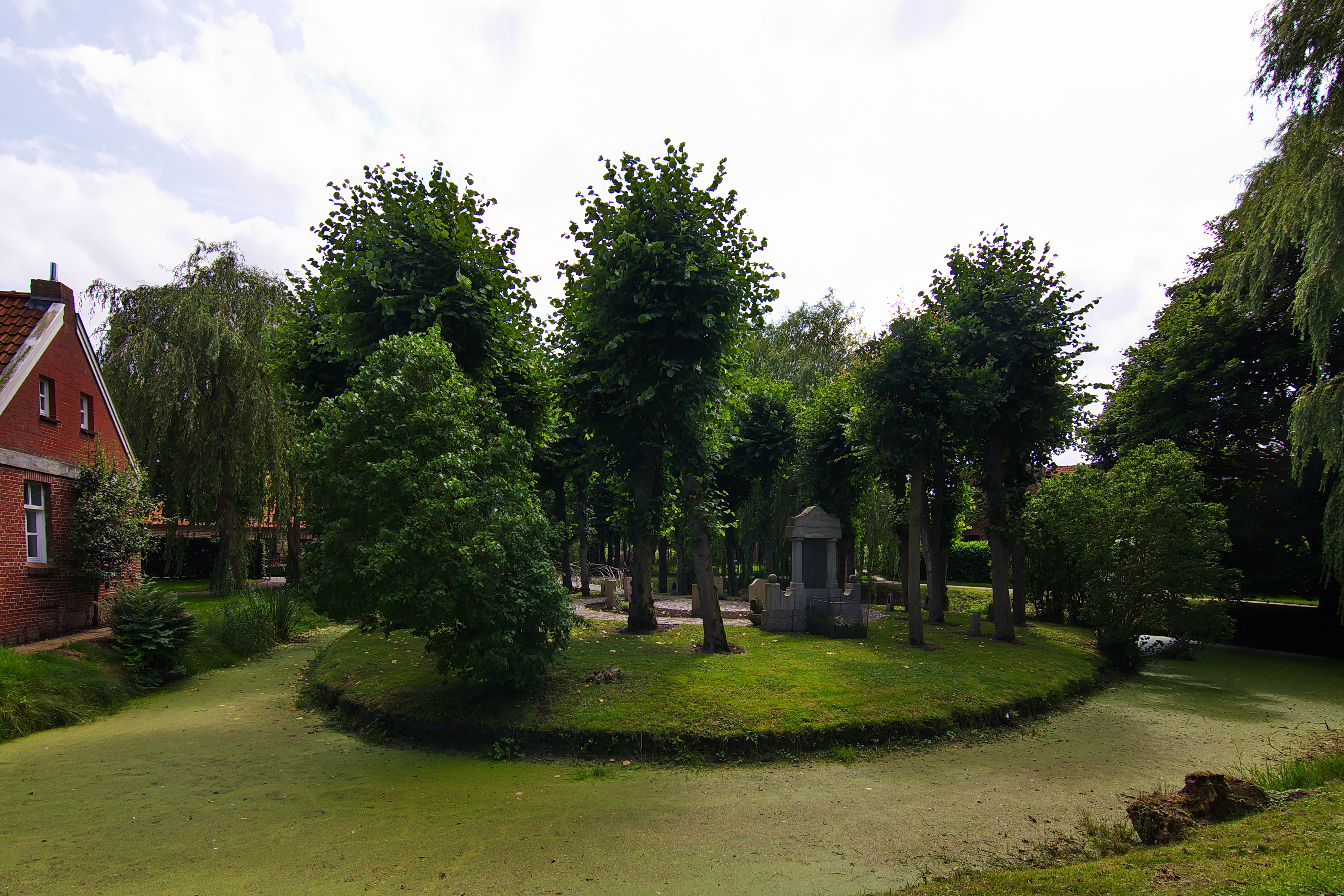
Insel des Gefallenendenkmals
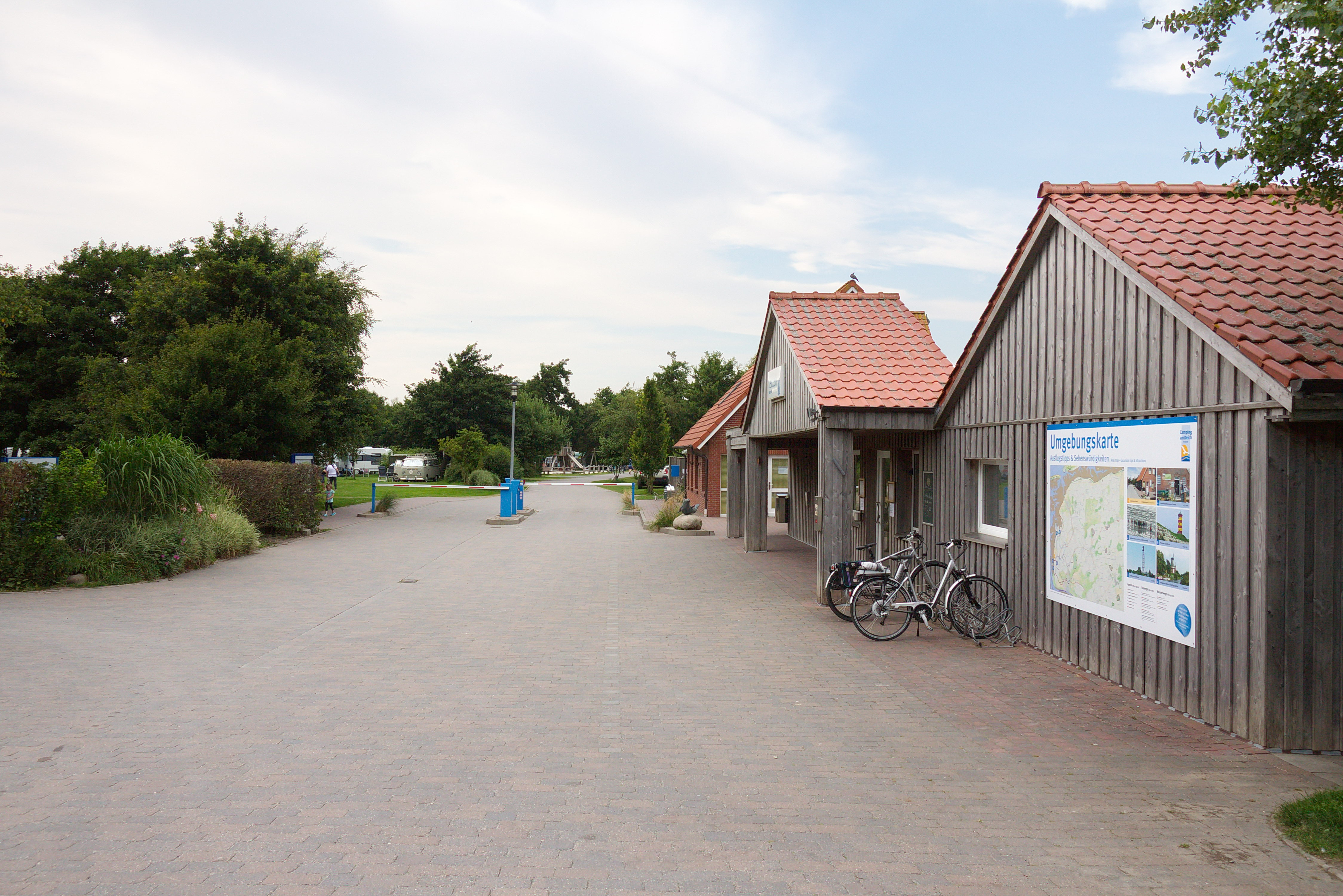
Einfahrt zu „Camping am Deich“
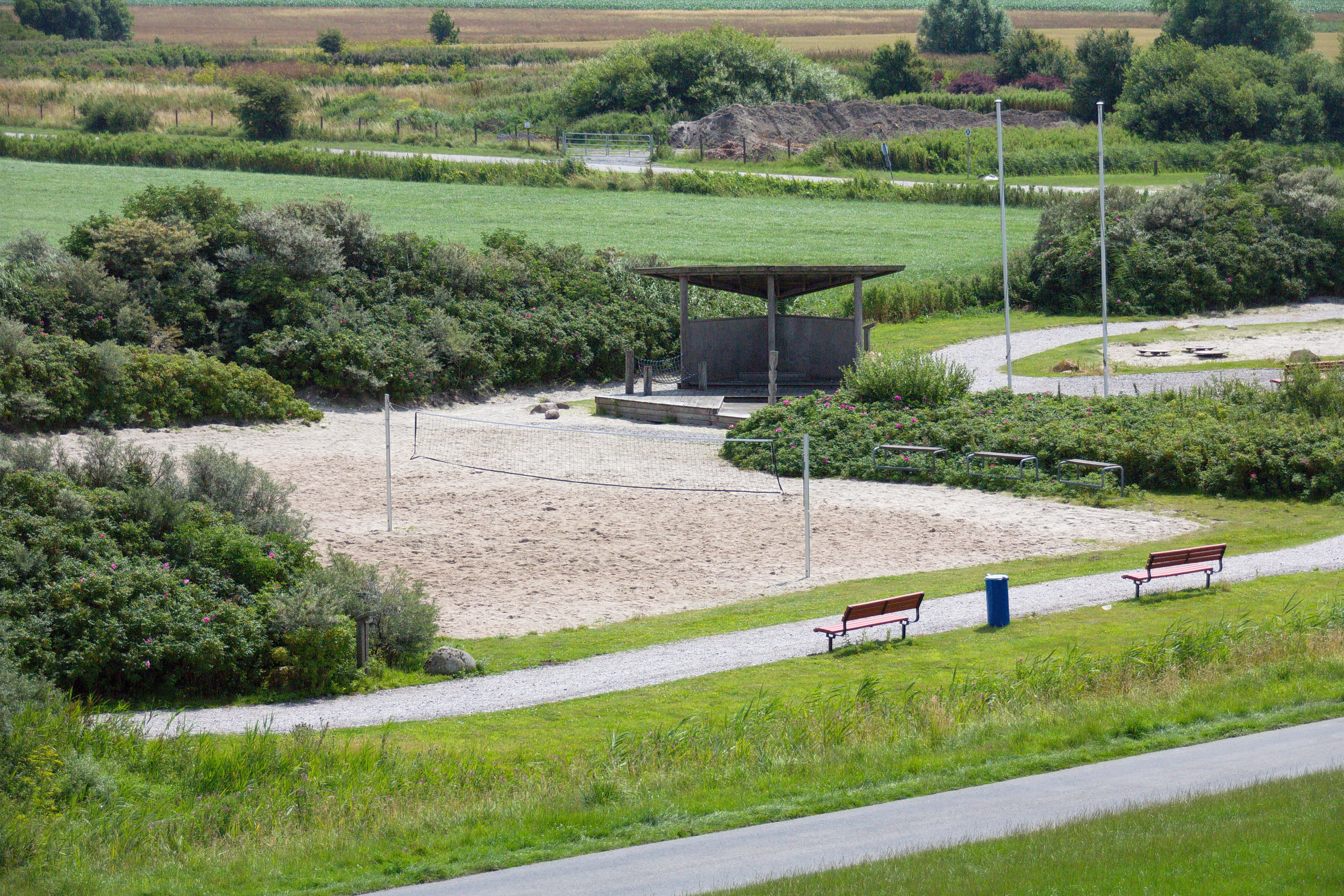
Trockenstrand von Upleward

### Sport
Das Dorf Upleward hat seinen eigenen Sportverein, die Spvgg. „Nordstern“ Upleward, die 1945 gegründet wurde. Der Verein bietet Sportarten wie Fußball, Gymnastik, Tischtennis und Völkerball an. Höhepunkt der Fußballsparte war 1996 der Aufstieg in die Bezirksklasse. Aktuell spielt die Erste Herren in der Kreisleistungsklasse Aurich Staffel 1. Upleward bietet ein großes Kite- und Windsurf-Revier. Der Spot hat einen großen Stehbereich und funktioniert mit Nord-, Süd und Westwind.

## Wirtschaft und Infrastruktur

### Unternehmen
Von den fünf auf der Warf noch erhaltenen Gulfhöfen ist der älteste in Teilen mehr als 300 Jahre alt. Aber nur noch einer wird landwirtschaftlich genutzt. Daneben gibt es ein Hotel mit kleiner Gastronomie. Eine neuere Siedlung schließt sich an. Die Landwirtschaft prägt die weite Marsch, ist wirtschaftlich aber nicht mehr vorherrschend. Es wird Getreide angebaut und Mastrinder, Pferde und Schafe gehalten. Der Tourismus gewinnt an Bedeutung. Überwiegend arbeiten die Menschen aber in der Autoindustrie.

### Verkehr
Durch den Ort führt die Landstraße 2.
Entlang des Deiches führen asphaltierte Fuß-/Wirtschaftswege, die sehr zu Fahrradtouren sowie zum Inliner-Laufen geeignet sind. Ottos Leuchtturm (Pilsum) kann man mit dem Fahrrad in etwa 35 Minuten in nördlicher Richtung erreichen, während der Campener Leuchtturm nur rund 5 Minuten in südlicher Richtung entfernt liegt.

## Persönlichkeiten
- Johannes Bogerman (1576–1637) – niederländischer Theologe
- Folkert Herlyn (* 1937) – Elektroingenieur und Autor
- Meenhard Herlyn (* 1944) – Krebsforscher und Direktor des Wistar Institutes in Philadelphia, USA, geboren auf dem Uplewarder Grashaus[8]
- David Folkerts-Landau (* 1949) – deutscher Volkswirt, Hochschullehrer und Sachbuchautor